# Austrominius modestus
Espèce
Austrominius modestus est une espèce de balanes (crustacés cirripèdes) originaire de Nouvelle-Zélande et d’Australie qui s’est largement implantée sur les estrans européens.

## Dénomination
Basionyme : Elminius modestus Darwin, 1854

## Historique
A. modestus a été observé pour la première fois en 1945 dans le port de Chichester. Il est probable que son introduction est quelque peu antérieure à cette date et on suppose qu’il a été apporté en Angleterre par les convois de bateaux provenant de Nouvelle-Zélande ou d’Australie durant la seconde guerre mondiale. Il est possible d’ailleurs que l’espèce ait été transférée antérieurement de Nouvelle-Zélande à l’Australie par la même voie.
A. modestus s’est ensuite rapidement propagé en Europe, vers le nord et le nord-est pour atteindre les îles Hébrides et le Danemark et vers le sud jusqu’aux côtes méridionales du Portugal, du fait de la dispersion de ses larves planctoniques (vitesse de la progression estimée à 35 km par an) et de son transport, fixé à la coque des bateaux, d’un port à l’autre.
On suppose que A. modestus a été introduit en France lors des opérations de Débarquement des Alliés en 1944. En 1957 il est bien représenté du cap de la Hague à la frontière belge, rare ou absent du Cotentin au Jaudy (Tréguier), très abondant dans les estuaires à l’ouest de Tréguier et jusqu’en rade de Brest. Au sud de Brest seuls quelques individus isolés sont présents, dans les estuaires, et ce jusqu’à Saint Jean de Luz. En 1959 il est signalé en Baie de Quiberon.
En 1955 A. modestus est présent à Heligoland.

## Description
Austrominius modestus est une petite balane de couleur gris-bleuté qui peut atteindre 10 mm, (voire 15 mm) de longueur (base du rostre à la base de la carène).

Sa muraille est constituée de quatre plaques de taille à peu près égale, ce qui rend son identification relativement aisée. On considère que la plaque antérieure (« rostre ») provient de la fusion du rostre proprement dit et des deux plaques rostro-latérales, les deux plaques carino-latérales auraient disparu, la carène et les deux latérales gardant leur individualité.

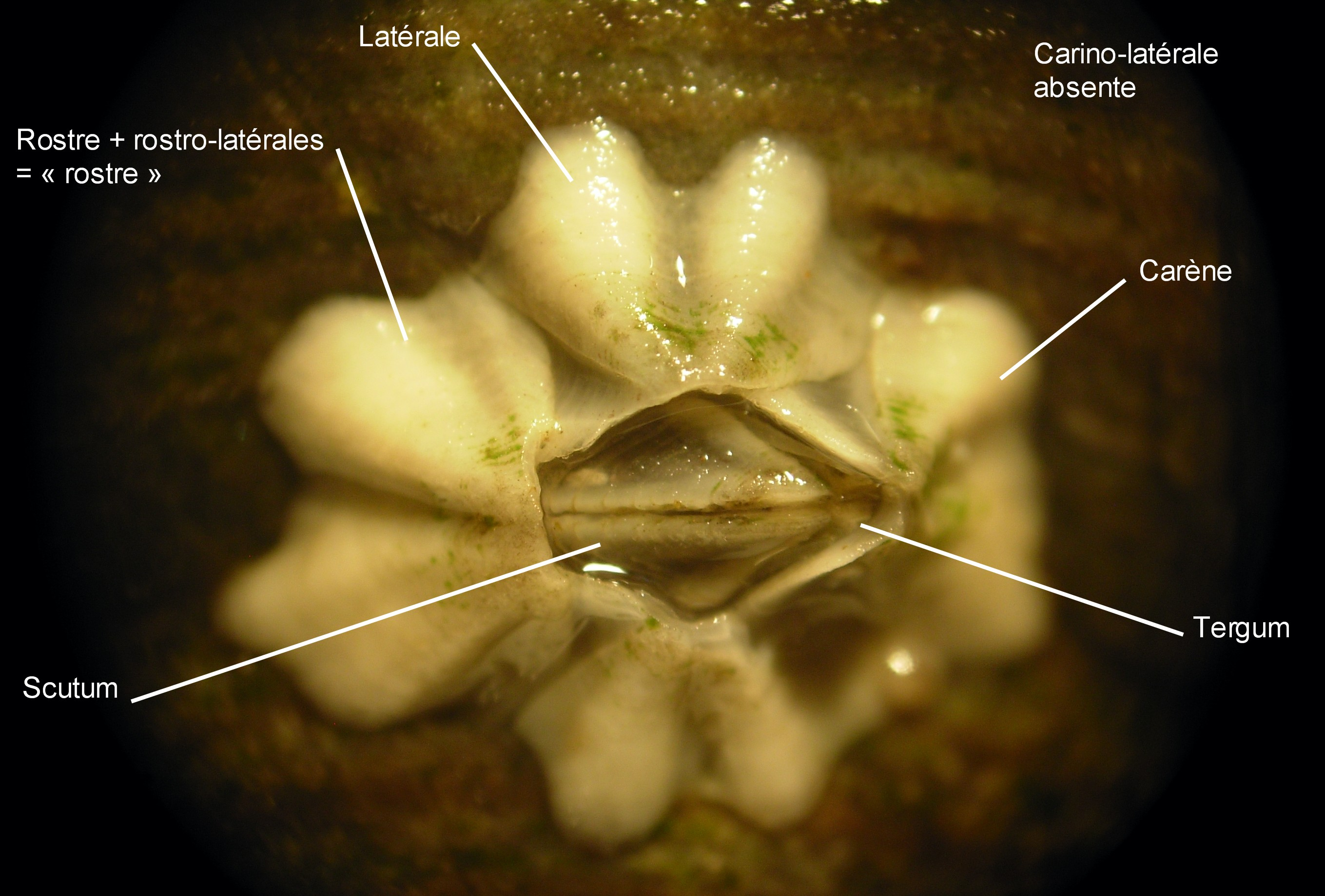
Austrominius modestus. Nom des plaques de la muraille et de l'opercule. Individu en "croix de Malte"

Huit dépressions joignant le sommet à la base, quatre à la jonction des plaques et quatre au milieu de chacune d’entre elles donnent fréquemment aux individus jeunes et isolés la forme d’une croix de Malte.
Les scutum présentent une légère dépression longitudinale marquée d’une coloration plus foncée qui dessine un V  ouvert en direction du rostre.
Les languettes tergo-scutales sont, pour l’essentiel, blanches marquées de trois taches, une médiane, brune et deux situées côté rostral, noires.
La base est membraneuse et transparente ce qui a rendu possible l’étude directe du cycle reproducteur sur des animaux fixés sur des plaques de verre.

## Reproduction
A. modestus est hermaphrodite mais la fécondation croisée est nécessaire. Elle est possible lorsque les individus ne sont pas séparés par une distance supérieure à 3 à 5 cm.

La fécondation a lieu dans la cavité palléale où les œufs, regroupés en deux masses compactes, une de chaque côté du corps, accomplissent leur développement jusqu’à l’éclosion qui libère une larve nauplius. Le développement embryonnaire dure environ 10 jours en été, de 60 à 80 jours en hiver.

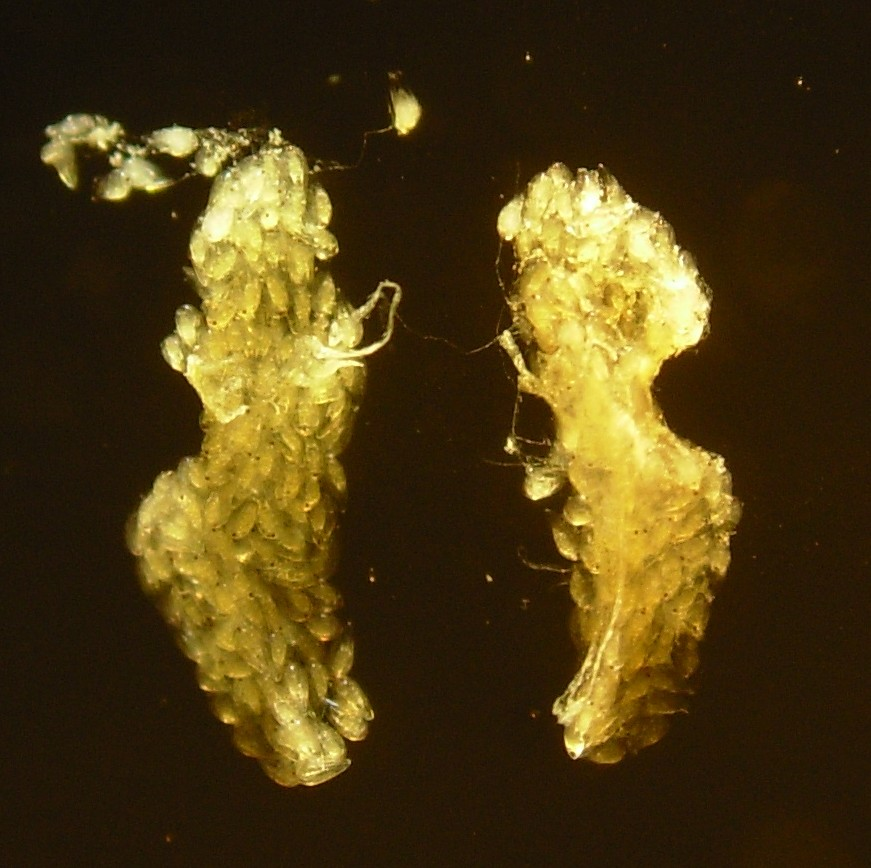
Austrominius modestus. Masses d'œufs gauche et droite. Le point noir dans chaque œuf est l'œil nauplien de la larve

Le nauplius I ne s’alimente pas et ne dure que quelques heures, il est suivi de cinq autres stades nauplius (NII à NVI) au cours desquels le poids (poids sec) est multiplié par 11 à 14 selon la température (12−24 °C). La durée totale de la phase nauplius est d’environ 12 jours à 18 °C et à la salinité de 30 pour mille.
Le nauplius VI se transforme en  cypris qui ne s’alimente pas et cherche un support pour se fixer. La durée totale de la vie larvaire planctonique serait de 4 semaines environ
Les individus fixés sont susceptibles de se reproduire au bout de huit semaines seulement en été, les géniteurs ayant alors 4 à 6 mm de longueur. La croissance est, initialement très rapide (cas général chez les balanes) puis ralentit à partir de la maturité sexuelle (longueur 5-7 mm). Ce ralentissement est plus marqué chez les individus reproducteurs que chez ceux qui se trouvent dans l'impossibilité d'être fécondés (distance à une autre balane supérieure à 5 cm) du fait de l'investissement qu'ils font dans la production d'œufs.
Des pontes sont produites toute l’année (à des températures comprises entre 6 et 20 °C, et plus probablement) elles ont lieu aussitôt après l’émission des larves en été mais après un certain laps de temps en hiver car le développement de l’ovaire est ralenti, faute de nourriture suffisante.
Pour trois saisons de reproduction (durée de vie effectivement observée), à raison de 500 œufs en moyenne par portée et 12 pontes par saison, un individu arrive à produire environ 20000 œufs.

## Écologie
Sur les côtes ouvertes les populations d’Elminius sont peu abondantes et éphémères ; par contre, l’espèce est très bien représentée et de façon permanente dans les baies abritées et les zones estuariennes. Elle entre en compétition avec d’autres balanes : Semibalanus balanoides dans les baies et la partie basse des estuaires, Amphibalanus (=Balanus) improvisus dans la partie haute des estuaires, Balanus crenatus dans l’infra-littoral. Elle s’est installée dans des zones à faible salinité exemptes de balanes auparavant.
Il s’agit donc d’une espèce euryhaline dont les adultes sont actifs à des salinités comprises entre 19 et 40 pour mille. Les larves ont des tolérances du même ordre : elles peuvent être élevées jusqu’au stade cypris entre 10 et 50 pour mille mais sont incapables de se métamorphoser en juvéniles aux deux salinités extrêmes. Cette métamorphose est possible entre 20 et 40 pour mille.
Sur l’estran, Elminius se fixe jusqu’au bas de l’étage supra-littoral, au-dessus du niveau des pleines mers de mortes eaux et se mêle à Chthamalus montagui. Il est susceptible d’adhérer aux supports les plus divers : rochers, coquilles, crustacés, algues, structures artificielles, etc..
Elminius  a un rythme de battement des cirres beaucoup plus rapide que les balanes natives (18-22 battements en 10 secondes selon saison) contre un maximum de 6.2 pour Semibalanus balanoides. Il reste actif à des températures plus élevées que les espèces natives nordiques et à des températures plus basses que les natives méridionales. Caractéristiques qui, ajoutées à sa prolificité expliquent la réussite de son implantation.
Hemioniscus balani, Isopode parasite de plusieurs espèces de balanes autochtones, s’installe aussi chez Elminius, provoquant une régression de l’ovaire et la stérilité.

## Intérêt écologique et économique
De par sa reproduction pratiquement continue et de son excellente adaptation aux conditions de vie des baies et estuaires Elminius intervient de manière significative dans le fonctionnement de ces écosystèmes côtiers et interfère avec de nombreuses activités humaines.
C’est un redoutable agent de salissure des coques de navires et de toutes sortes de structures immergées notamment dans les zones portuaires et les sites d’aquaculture.
La densité de ses populations adultes et larvaires fait qu’il intervient dans le cycle de la matière vivante en tant que consommateur de plancton et de détritus en suspension (adultes et larves) et en tant que proie (larves surtout).
La consommation de phytoplancton d’une seule larve nauplius est estimée de 41 000 à 105 000 cellules par jour selon le stade et la température (valeurs calculées en élevage avec l’algue Skeletonema costatum et évidemment variable selon la taille et la forme des cellules disponibles dans la nature).
Dans le Bassin d’Arcachon on a estimé la production d’œufs d’Elminius modestus à 971 tonnes par an et les larves qui en résultent consommeraient 15 500 tonnes de matière organique (phytoplancton essentiellement). La production de matière organique des adultes serait de 26 tonnes par an. Ces chiffres permettent d’imaginer que la présence d’A. modestus n’est pas neutre dans cette baie vouée à l’ostréiculture c'est-à-dire à l’élevage de mollusques qui s’alimentent essentiellement de plancton animal et végétal.
Parmi les espèces marines introduites dans les eaux européennes A. modestus est l’une de celles qui ont eu la meilleure réussite et qui ont profondément modifié les conditions écologiques des milieux abrités et estuariens.

## Répartition en Europe
A. modestus est présent depuis les îles Shetland, au nord de l’Écosse jusqu’au sud du Portugal avec quelques implantations en Irlande. Il colonise également de manière discontinue, en mer du Nord, la côte est du Royaume-Uni, les côtes de Belgique, des Pays-Bas, de l’Allemagne jusqu’au Danemark.